# Селивановка (Ставропольский край)
Селива́новка — посёлок в Советском районе (городском округе) Ставропольского края Российской Федерации. Находился в составе муниципального образования «Сельское поселение Нинский сельсовет» (упразднено 1 мая 2017 года).

## Географическое положение
Расстояние до краевого центра: 173 км. Расстояние до районного центра: 15 км.

## Варианты названия
- Петерсталь,
- Селивановка,
- Мезенцево[4].

## История
Населённый пункт основан в 1903 году как лютеранское село Петерсталь (нем. Peterstal). Относился к лютеранскому приходу в Ставрополе. В 1915 году переименован в Селивановку. По данным на 1916 год площадь земель составляла 684 десятины. До 1917 находился в составе Стародубской волости Святокрестовского (Прасковейского) уезда Ставропольской губернии. В советский период вошёл в состав Воронцово-Александровского/Архангельского района Орджоникидзевского края.

## Население
| 1904 | 1909 | 1920 | 1926 | 1989 | 2002 | 2010 |
| ---- | ---- | ---- | ---- | ---- | ---- | ---- |
| 168  | ↗250 | ↗304 | ↘262 | ↗771 | ↗796 | ↘663 |
| 2014 |      |      |      |      |      |      |
| ↗800 |      |      |      |      |      |      |

Национальный состав
В 1926 году из 262 жителей — 209 немцы.
По данным переписи 2002 года, 93 % населения — русские.

## Образование
- Детский сад № 16 «Солнышко»[10]
- Основная общеобразовательная школа № 16[11]

## Экономика
- СПК «Кумской». Открыт 1 октября 1946 года как племсовхоз «Кумской»[12]

## Кладбище
В районе улицы Приозёрной расположено общественное открытое кладбище площадью 5600 м².